# Carole Cook

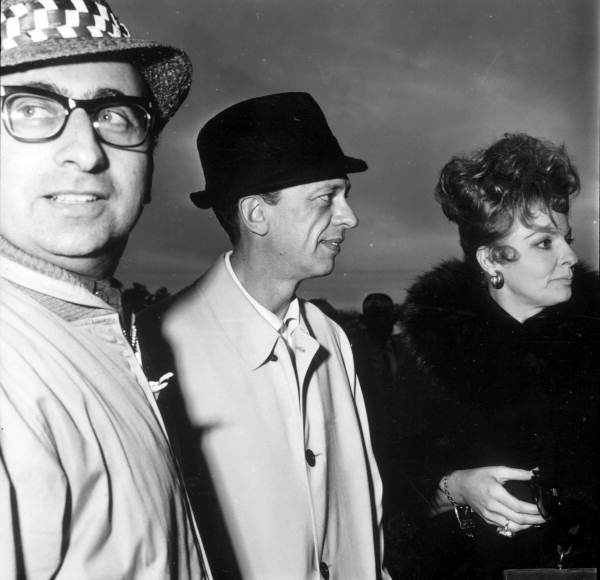
Carole Cook mit Don Knotts bei der Filmpremiere von Der erstaunliche Mr. Limpet (1964)

Carole Cook (* 14. Januar 1924 als Mildred Frances Cook in Abilene, Texas; † 11. Januar 2023 in Beverly Hills, Kalifornien) war eine US-amerikanische Schauspielerin.

## Leben und Karriere
Carole Cook, als eines von vier Kindern in Texas als Mildred Frances Cook geboren (ihren Künstlervornamen wählte sie später in Anlehnung an Carole Lombard), machte sich vor allem durch ihre Auftritte in Musicalshows und Cabarets in New York und Los Angeles einen Namen. Eine frühe Rolle hatte sie 1956 als Frau Peachum in einer Produktion von Die Dreigroschenoper neben Lotte Lenya. 1965 war sie hinter Carol Channing in der Uraufführung die zweite Person, die die Titelrolle im Musicalklassiker Hello, Dolly! spielen durfte. Die rothaarige Darstellerin bewies sich vor allem in komischen, schlagfertigen Rollen. In den 1980er-Jahren spielte sie am Broadway die Rolle der Autorin Maggie Jones in der Uraufführung des erfolgreichen Musicals 42nd Street.
Cook war eine enge Freundin und „Protegé“ der legendären Schauspielerin und Fernsehproduzentin Lucille Ball, in deren Haus sie zeitweise lebte und in deren Fernsehserien The Lucy Show und Here’s Lucy sie wiederkehrende Auftritte hatte. Im Vergleich zu ihren Erfolgen  am Theater blieb ihre Film- und Fernsehkarriere meist nur auf Nebenrollen beschränkt. Seit Ende der 1950er-Jahre übernahm sie eine Vielzahl an Fernsehrollen, so als Marie Stella in vier Folgen der Krimireihe Kojak – Einsatz in Manhattan, als Cora van Husen in vier Folgen von Der Denver-Clan und als Donna LaMarr in fünf Folgen von Cagney & Lacey. Im Kino spielte Cook eine Kundin von Richard Geres Callboy in Ein Mann für gewisse Stunden (1980) sowie die exzentrische Großmutter von Molly Ringwald in Das darf man nur als Erwachsener (1984). Trotz ihres hohen Alters wirkte Carole Cook mit über 90 Jahren weiter in Film- und Fernsehproduktionen mit und war noch 2018 in einem Theaterstück in New York zu sehen.
Carole Cook war von 1964 bis zu ihrem Tod mit ihrem Schauspielkollegen Tom Troupe verheiratet, die beiden standen gemeinsam in zahlreichen Stücken auf der Bühne. Cook engagierte sich ehrenamtlich für verschiedene Initiativen, unter anderem Aids-Stiftungen. Im September 2018 geriet Cook in den US-Medien durch eine Äußerung gegenüber dem Tabloidmagazin TMZ in die Kritik, in welchem sie mit Bezug auf Donald Trump meinte: „Wo ist John Wilkes Booth, wenn man ihn mal braucht?“ Carole Cook starb im Januar 2023, drei Tage vor ihrem 99. Geburtstag, im kalifornischen Beverly Hills an Herzversagen.

## Filmografie (Auswahl)
Kino
- 1963: Im Paradies ist der Teufel los (Palm Springs Weekend)
- 1964: Der erstaunliche Mr. Limpet (The Incredible Mr. Limpet)
- 1977: Der Mann, der niemals aufgibt (The Gauntlet)
- 1980: Ein Mann für gewisse Stunden (American Gigolo)
- 1982: Summer Lovers
- 1984: Speedway Trio (Grandview, U.S.A.)
- 1984: Das darf man nur als Erwachsener (Sixteen Candles)
- 1996: Fast Money – Treibjagd nach Tijuana (Fast Money)
- 1999: Get The Dog – Verrückt nach Liebe (Lost & Found)
- 2004: Die Kühe sind los (Home on the Range; Stimme)
- 2017: A Very Sordid Wedding
- 2018: Waiting in the Wings: Still Waiting

Fernsehen
- 1958: The Sheriff of Cochise (1 Folge)
- 1963–1968: Hoppla Lucy! (The Lucy Show; 18 Folgen)
- 1966: Daniel Boone (1 Folge)
- 1969–1974: Here’s Lucy (5 Folgen)
- 1975: Baretta (1 Folge)
- 1976: Drei Engel für Charlie (Charlie’s Angels; Folge: Engel in Hypnose)
- 1977: Drei Engel für Charlie (Charlie’s Angels; Folge: Ein verliebter Engel)
- 1977: Kojak – Einsatz in Manhattan (4 Folgen)
- 1977: Starsky & Hutch (1 Folge)
- 1982: Hart aber herzlich (Hart to Hart; Folge: Der Schein trügt)
- 1982: Knight Rider (Folge Just My Bill)
- 1983: Quincy (2 Folgen)
- 1983: Love Boat (1 Folge)
- 1985/1988: Mord ist ihr Hobby (Murder, She Wrote; 2 Folgen)
- 1986: Magnum (1 Folge)
- 1986: Das A-Team (The A-Team; 1 Folge)
- 1986–1987: Der Denver-Clan (Dynasty; 4 Folgen)
- 1986–1988: Cagney & Lacey (5 Folgen)
- 2006: Grey’s Anatomy (1 Folge)
- 2014: Major Crimes (1 Folge)
- 2015–2018: Break a Hip (3 Folgen)